# Rhodostrophia sinensis
Rhodostrophia sinensis är en fjärilsart som beskrevs av Louis Beethoven Prout 1913. Rhodostrophia sinensis ingår i släktet Rhodostrophia och familjen mätare. Inga underarter finns listade.